# Linia kolejowa Kozielsk – Suchiniczi
Linia kolejowa Kozielsk – Suchiniczi – linia kolejowa w Rosji łącząca stację Tupik w Kozielsku ze stacją Suchiniczi-Uzłowyje. Jest to fragment linii Smoleńsk – Tuła.
Zarządzana jest przez region tulski (odcinek Tupik – Kozielsk) oraz region briański (odcinek Kozielsk – Suchiniczi-Uzłowyje) Kolei Moskiewskiej, wchodzącej w skład Kolei Rosyjskich. 
Linia położona jest obwodzie kałuskim. Na całej długości jest niezelektryfikowana i jednotorowa.

## Historia
Linia została otwarta w 1899 jako część Kolei Smoleńsko-Ranienburskiej. Początkowo leżała w Imperium Rosyjskim, następnie w Związku Sowieckim. Od 1991 położona jest w Rosji.